# رائحة الأرض الندية

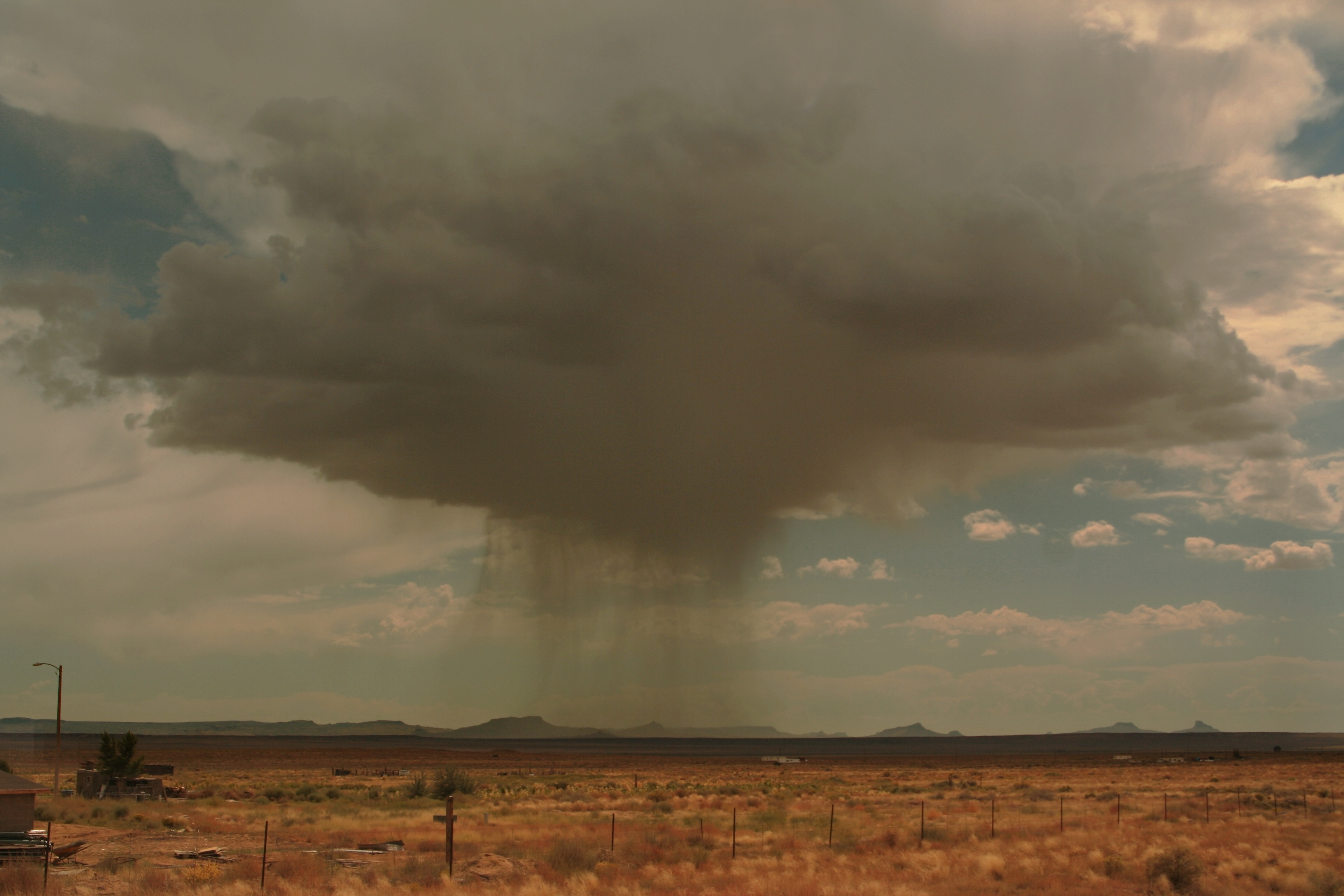
سقوط المطر

القَفْو أو رائحة الأرض الندية أو رائحة المطر أو عطر الأرض أو الثرى (بالإنكليزية: Petrichor) رائحة أرضية تنتج عند سقوط المطر على تربة جافة.

## المصطلح
ورد في معجم الرائد، القفو: غبار يثور عند أول المطر. أما في المعجم الوسيط: وَهَجٌ يثور عند أَوَّل المطر. أما  كلمة Petrichor فإغريقية تنقسم لبِترا بمعنى الحجر وإكور بمعنى السائل الذي يتدفق في عروق الآلهة في الأساطير اليونانية

## الآلية
في عام 2015، قام علماء معهد ماساتشوستس للتكنولوجيا باستعمال كاميرات ذات سرعة عالية لتسجيل انتشار الرائحة في الهواء. تضمنت الاختبارات ما يقرب من 600 تجربة على 28 سطحًا مختلفًا، بما في ذلك المواد المصممة هندسيًا وعينات التربة. 
عندما تضرب قطرات المطر على سطح مسامي، تتشكل فقاعات صغيرة تطفو على السطح وتطلق ما يسمى الضبوب. هذه الضبوب بمعونة البكتيريا والفيروسات الموجودة في التربة تكون رائحة المطر.
تميل قطرات المطر التي تتحرك بمعدل أبطأ إلى إنتاج المزيد من الضبوب. وهذا بمثابة تفسير لسبب شيوع رائحة المطر بعد هطول الأمطار الخفيفة. والبكتيريا المسؤولة عن إنتاج الأبواغ في التربة هي الشعيات. في فترات الجفاف تقوم النباتات بنضح زيوت عطرية حيث تقوم التربة الجافة بامتصاص هذه الزيوت وعندما ينزل المطر تنتشر هذه الزيوت العطرية مع المخلفات البكتيرية التي تسمى جيوسمين التي تنتج عند موت بكتيريا تسمى الشعاويات. ويعتقد بعض العلماء أن البشر يقدِّرون رائحة المطر بسبب أن أسلافنا كانت تعتمد على المطر من أجل البقاء.